# Кремній
Кре́мній, силі́цій (хімічний знак — {\displaystyle {\ce {Si}}}, лат. silicium) — хімічний елемент з атомним номером 14, що належить до 4-ї групи, 3-го періоду періодичної системи хімічних елементів.
 Проста речовина — кре́мній, утворює темно-сірі зі смолистим блиском крихкі кристали з гранецентрованою кубічною ґраткою типу алмазу.
Густина кремнію 2,328, tплав 1415 °C, tкип 3250 °C. Твердість за Брінеллем 2,4 ГПа, за Моосом — 7. Модуль пружності 109 ГПа. Кремній — напівпровідник, електричні властивості якого дуже залежать від домішок.
За низької температури кремній хімічно інертний. З багатьма металами утворює силіциди. Вміст у земній корі 27,6 % за масою. Солі кремнієвих кислот поширені в природі — мінерали класу природних силікатів. У разі ізоморфного заміщення в їхній структурі частини кремнію алюмінієм, утворюються алюмосилікати. Відомо понад 400 мінералів, що містять кремній. Найважливіші мінерали кремнію — силікати, кремнезем.

## Історія та походження назви
У чистому вигляді кремній виділили 1811 року французькі вченимі Жозеф Луї Гей-Люссак і Луї Жак Тенар. 1825 року шведський хімік Єнс Якоб Берцеліус дією металевого калію на фтористий кремній SiF4 отримав чистий елементарний кремній. Новому елементу дано назву «силіцій» (від лат. silex, дос. «кремінь»). Назву «кремній» увів 1834 року швейцарсько-російський хімік Герман Іванович Гесс.

## Поширення в природі
За поширеністю на Землі кремній посідає друге місце серед хімічних елементів (27,6 % маси земної кори). У вільному стані в природі проста речовина кремній не зустрічається, проте його в значних кількостях отримують штучно для потреб промисловості. Найпоширенішими сполуками кремнію є діоксид кремнію SiO2 (силікатний ангідрид або кремнезем) і солі силікатної кислоти — силікати, що є основою всіх гірських порід. У невеликих кількостях сполуки кремнію входять також до складу організмів рослин.
Приблизно 12 % літосфери становить кварц SiO2 і його різновиди, а 75 % становлять різні силікати і алюмосилікати (польові шпати, слюди, амфіболи).
Середній вміст кремнію (в масових %): в кам'яних метеоритах 18, ультраосновних гірських породах 19, основних 24, середніх 26, кислих 32,3, глинах 7,3, пісковиках 36,8, карбонатних гірських породах 2,4; у воді океанів 3·10−4 %.

## Ізотопи
Природний кремній складається з трьох стабільних ізотопів: 28Si, 29Si та 30Si, серед яких найбільше кремнію-28 (92 %). Серед цих ізотопів тільки кремній-29 використовується в ЯМР та ЕПР спектроскопії. Відкрито 20 радіоактивних ізотопів, поміж якими найбільший період напіврозпаду, 170 років, має ізотоп 32Si, 31Si має період напіврозпаду 157,3 хвилини. Решта радіоактивних ізотопів живуть менше, ніж сім секунд, а більшість із них менше, ніж одну десяту секунди. Ядерні ізомери для кремнію не відомі.
Масове число ізотопів кремнію — від 22 до 44. Шість ізотопів з масою, меншою від маси стабільного ізотопу 28Si, розпадаються здебільшого через бета-плюс розпад, утворюючи ізотопи алюмінію. 16 ізотопів з масою, більшою, ніж у 28Si, розпадаються через бета-мінус розпад, утворюючи ізотопи фосфору.

## Фізичні властивості
Вільний кремній може бути в аморфному і кристалічному стані. Аморфний кремній — бурий порошок, а кристалічний має сірий колір і металічний блиск. Густина — 2,33 г/см³; температура плавлення 1415 °С, температура кипіння +2620 °C
Кристалічний кремній є непрямозонним напівпровідником з шириною забороненої зони 1,12 еВ.
Електричного струму чистий кремній майже зовсім не проводить. Електрична провідність кремнію дуже залежить від присутності домішок, які поділяють на два види: донори й акцептори. При переважанні донорів основними носіями заряду в кремнії є електрони провідності, при переважанні акцепторів — дірки. Такий кремній є напівпровідником n-типу й p-типу, відповідно.
Аморфний кремній за своїми властивостями належить до аморфних напівпровідників.
Кремній надзвичайно зручний з огляду на технологію виготовлення напівпровідникових пристроїв електроніки, тож є основним її елементом. Власне, очищений від домішок кремній використовується як підкладка, де ділянки провідності різних типів, порівняно легко можна утворити вибірковим легуванням, тоді як шари діоксиду силіцію, утворені шляхом вибіркового окиснення, слугують ізоляторами між провідними областями.

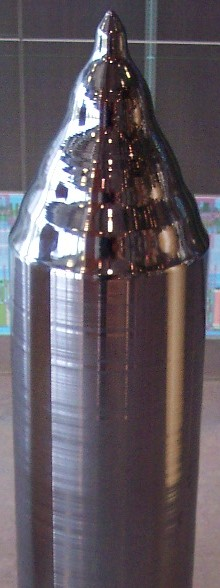
Монокристал кремнію для виробництва напівпровідників.

## Хімічні властивості
Кремній, як і вуглець, належить до головної підгрупи четвертої групи періодичної системи Менделєєва. У його зовнішньому електронному шарі чотири електрони, тож атоми кремнію під час хімічних реакцій можуть прилучати відсутні в них до завершення шару чотири електрони, або віддавати іншим елементам власні чотири валентні електрони. Отже кремній проявляє ступінь окиснення або −4, або +4. Типовішим для нього є позитивний ступінь окиснення.
За звичайної температури кремній досить пасивний і взаємодіє лише з фтором:
Si + 2F2 = SiF4
Але у разі нагрівання він стає активнішим і безпосередньо сполучається з киснем, галогенами і навіть з вуглецем. Водночас аморфний кремній виявляє значно більшу активність, ніж кристалічний: Si + O2 = SiO2
Si + 2Cl2 = SiCl4
Si + С = SiC
Під час нагрівання він сполучається також з багатьма металами, утворюючи так звані силіциди, наприклад:
Si + 2Mg = Mg2Si
З воднем кремній безпосередньо не реагує, але його водневі сполуки — силани — можна одержати опосередковано. Найпростішою з водневих сполук кремнію є моносилан SiH4, подібний метану. Його можна одержати під дією хлоридної кислоти на силіцид магнію:
Mg2Si + 4HCl = 2MgCl2 + SiH4↑
З кислотами кремній не взаємодіє, але з їдкими лугами реагує досить діяльно, особливо аморфний, з утворенням солі силікатної кислоти та виділенням водню:
Si + 2KOH + H2O = K2SiO3 + 2H2 ↑

## Отримання
Аморфний кремній можна одержати нагріванням діоксиду кремнію з магнієм: SiO2 + 2Mg = Si + 2MgO.
Під час обробки продуктів реакції хлоридною кислотою, оксид магнію розчиняється, а порошок кремнію залишається у чистому вигляді. Аморфний кремній добре розчиняється в розплавленому цинку й алюмінії, а з їхнім охолодженням виділяється в кристалічному стані. Кристали кремнію можна легко відокремити від цинку або алюмінію розчиненням останніх в хлоридній кислоті, з якою кремній не реагує.
У техніці кремній одержують відновленням діоксиду силіцію вугіллям за дуже високої температури в електропечах:
SiO2 + 2C = Si + 2CO↑
Для потреб чорної металургії кремній отримують зазвичай у вигляді його сплаву з залізом під назвою феросиліцію прожарюванням в електропечах суміші залізної руди з діоксидом силіцію і коксом.
Феросиліцій, залізо-кремнієвий сплав, який містить різні співвідношення елементарного кремнію та заліза, становить близько 80 % від світового виробництва елементарного кремнію, а Китай, котрий станом на 2016 рік — був провідним постачальником елементарного кремнію, забезпечує 4,6 млн. тонн (або 2/3 від світового видобутку), більша частина якого є у вигляді феросиліцію.
Отже список країн за видобутком кремнію, на основі даних USGS, очолює Китайська народна республіка, далі йдуть: Російська федерація (610 000 т), Норвегія (330 000 т), Бразилія (240 000 т), Сполучені Штати Америки (170 000 т), на 12 місці Україна (64 000 т). Цікаво, що ще 2003 року, в Україні видобувалося 230 000 тонн кремнію.
Чистий кремній добувають зазвичай так: суміш діоксиду силіцію і коксу за дуже високої температури обробляють хлором і одержують тетрахлорид кремнію SiCl4 (рідина з температурою кипіння 57,6 °С). Останній старанно очищують перегонкою, а потім відновлюють парами дуже чистого цинку за температури 950 °С. Хімічні реакції, що відбуваються при цьому, можна показати такими рівняннями:
SiO2 + 2С = Si + 2CO↑
Si + 2Cl2 = SiCl4↑
SiCl4 + 2Zn = Si + 2ZnCl2

## Застосування
Кремній застосовується переважно для виробництва різних сплавів:
- Залізо з додаванням 4 % кремнію, має здатність швидко намагнічуватись і розмагнічуватись. З нього виготовляють осердя електричних трансформаторів.
- Сталь із вмістом 15–20 % кремнію, є кислотостійкою і йде на виготовлення хімічної апаратури.
- Стоп міді з 4–5 % кремнію, застосовується у машинобудуванні.

Кремній широко застосовують як напівпровідниковий матеріал в електронній та радіотехнічній промисловості. Але для цього він мусить бути найвищої чистоти.
Серед штучно одержуваних сполук кремнію, які застосовуються на практиці, слід відзначити карбід кремнію, або карборунд SiC, котрий отримують прожарюванням в електропечах діоксиду кремнію з надлишком коксу:
SiO2 + 3C = SiC + 2CO↑
Карборунд за своєю твердістю мало в чому поступається перед алмазом, його використовують як абразивний матеріал для виготовлення точильних і шліфувальних кіл, брусків тощо.
Технічний кремній застосовують як легувальну добавку для виробництва сталей і сплавів кольорових металів, напівпровідниковий кремній — в електротехніці й електроніці.